# Atremaea
Atremaea är ett släkte av fjärilar. Atremaea ingår i familjen stävmalar.

## Dottertaxa tillAtremaea, i alfabetisk ordning[1][2]
| Atremaea lonchoptera |  | Kaveldunsmal |  |  |